# Shōwa-Sanriku-Erdbeben 1933
Das Shōwa-Sanriku-Erdbeben (jap. 昭和三陸地震, Shōwa Sanriku jishin) war ein Erdbeben, das sich am 2. März 1933 (Shōwa 8) 290 km östlich von Japan ereignete. Es folgte ein Tsunami mit einer Wellenhöhe bis 28,7 m, der die Sanriku-Küste traf. In Japan wurden etwa 3000 Häuser komplett zerstört und weitere 2000 wurden beschädigt. Der Tsunami verursachte auch kleinere Schäden in Hawaii, wo in Napoopoo eine Wellenhöhe von 2,9 m gemessen wurde.
Ähnlich verheerende Erdbeben an gleicher Stelle waren das Jōgan-Sanriku-Erdbeben 869, das Keichō-Sanriku-Erdbeben 1611, das Meiji-Sanriku-Erdbeben 1896 und das Tōhoku-Erdbeben 2011.